# Куртизанка
Куртиза́нка (на френски: courtisane; на италиански: cortigiana значи първоначално „придворна“) е латински термин за означение на проститутка, която се препитава най-вече от висшите слоеве на обществото.
Терминът куртизанка започва да се употребява в епохата на Ренесанса до началото XX век и е аналогичен донякъде като понятие на древногръцкия - хетера.